# Grande Prêmio de San Marino de 1983
Resultados do Grande Prêmio de San Marino de Fórmula 1 realizado em Ímola em 1º de maio de 1983. Quarta etapa do campeonato, foi vencido pelo francês Patrick Tambay, da Ferrari, com Alain Prost em segundo pela Renault e René Arnoux em terceiro pela Ferrari.

## Classificação

### Treinos oficiais
| Pos.    | Nº | Piloto             | Equipe            | Q1       | Q2       | Grid    |
| ------- | -- | ------------------ | ----------------- | -------- | -------- | ------- |
| 1       | 28 | René Arnoux        | Ferrari           | 1:33.419 | 1:31.238 | —       |
| 2       | 5  | Nelson Piquet      | Brabham-BMW       | 1:33.542 | 1:31.964 | + 0.726 |
| 3       | 27 | Patrick Tambay     | Ferrari           | 1:34.221 | 1:31.967 | + 0.729 |
| 4       | 15 | Alain Prost        | Renault           | 1:33.653 | 1:32.138 | + 0.900 |
| 5       | 6  | Riccardo Patrese   | Brabham-BMW       | 1:36.243 | 1:32.969 | + 1.731 |
| 6       | 16 | Eddie Cheever      | Renault           | 1:33.888 | 1:33.450 | + 2.212 |
| 7       | 9  | Manfred Winkelhock | ATS-BMW           | 1:35.010 | 1:33.470 | + 2.232 |
| 8       | 22 | Andrea de Cesaris  | Alfa Romeo        | 1:34.345 | 1:33.528 | + 2.290 |
| 9       | 11 | Elio de Angelis    | Lotus-Renault     | 1:35.091 | 1:34.332 | + 3.094 |
| 10      | 23 | Mauro Baldi        | Alfa Romeo        | 1:35.000 | 1:36.620 | + 3.762 |
| 11      | 1  | Keke Rosberg       | Williams-Ford     | 1:36.145 | 1:35.086 | + 3.848 |
| 12      | 29 | Marc Surer         | Arrows-Ford       | 1:35.723 | 1:35.411 | + 4.173 |
| 13      | 3  | Michele Alboreto   | Tyrrell-Ford      | 1:35.988 | 1:35.525 | + 4.287 |
| 14      | 35 | Derek Warwick      | Toleman-Hart      | 1:35.676 | 1:36.881 | + 4.438 |
| 15      | 12 | Nigel Mansell      | Lotus-Ford        | 1:36.391 | 1:35.703 | + 4.465 |
| 16      | 2  | Jacques Laffite    | Williams-Ford     | 1:36.630 | 1:35.707 | + 4.469 |
| 17      | 36 | Bruno Giacomelli   | Toleman-Hart      | 1:35.969 | no time  | + 4.731 |
| 18      | 8  | Niki Lauda         | McLaren-Ford      | 1:38.089 | 1:36.099 | + 4.861 |
| 19      | 25 | Jean-Pierre Jarier | Ligier-Ford       | 1:37.544 | 1:36.116 | + 4.878 |
| 20      | 30 | Chico Serra        | Arrows-Ford       | 1:37.337 | 1:36.258 | + 5.020 |
| 21      | 33 | Roberto Guerrero   | Theodore-Ford     | 1:36.792 | 1:36.324 | + 5.086 |
| 22      | 4  | Danny Sullivan     | Tyrrell-Ford      | 1:37.320 | 1:36.359 | + 5.121 |
| 23      | 34 | Johnny Cecotto     | Theodore-Ford     | 1:37.554 | 1:36.638 | + 5.400 |
| 24      | 7  | John Watson        | McLaren-Ford      | 1:37.847 | 1:36.652 | + 5.414 |
| 25      | 26 | Raul Boesel        | Ligier-Ford       | 1:39.435 | 1:37.332 | + 6.094 |
| 26      | 31 | Corrado Fabi       | Osella-Ford       | 1:37.952 | 1:37.711 | + 6.473 |
| 27      | 17 | Eliseo Salazar     | RAM-Ford          | 1:38.691 | 1:38.091 | + 6.853 |
| 28      | 32 | Piercarlo Ghinzani | Osella-Alfa Romeo | 1:39.248 | 1:38.873 | + 7.635 |
| Fontes: |    |                    |                   |          |          |         |

### Corrida
| Pos.    | Nº | Piloto             | Construtor        | Voltas          | Tempo/Diferença | Grid            | Pontos          |
| ------- | -- | ------------------ | ----------------- | --------------- | --------------- | --------------- | --------------- |
| 1       | 27 | Patrick Tambay     | Ferrari           | 60              | 1:37:52.460     | 3               | 9               |
| 2       | 15 | Alain Prost        | Renault           | 60              | + 48.781        | 4               | 6               |
| 3       | 28 | René Arnoux        | Ferrari           | 59              | + 1 volta       | 1               | 4               |
| 4       | 1  | Keke Rosberg       | Williams-Ford     | 59              | + 1 volta       | 11              | 3               |
| 5       | 7  | John Watson        | McLaren-Ford      | 59              | + 1 volta       | 24              | 2               |
| 6       | 29 | Marc Surer         | Arrows-Ford       | 59              | + 1 volta       | 12              | 1               |
| 7       | 2  | Jacques Laffite    | Williams-Ford     | 59              | + 1 volta       | 16              |                 |
| 8       | 30 | Chico Serra        | Arrows-Ford       | 58              | + 2 voltas      | 20              |                 |
| 9       | 26 | Raul Boesel        | Ligier-Ford       | 58              | + 2 voltas      | 25              |                 |
| 10      | 23 | Mauro Baldi        | Alfa Romeo        | 57              | Motor           | 10              |                 |
| 11      | 9  | Manfred Winkelhock | ATS-BMW           | 57              | + 3 voltas      | 7               |                 |
| 12      | 12 | Nigel Mansell      | Lotus-Ford        | 56              | Asa             | 15              |                 |
| Ret     | 6  | Riccardo Patrese   | Brabham-BMW       | 54              | Acidente        | 5               |                 |
| Ret     | 22 | Andrea de Cesaris  | Alfa Romeo        | 45              | Distribuidor    | 8               |                 |
| Ret     | 11 | Elio de Angelis    | Lotus-Renault     | 43              | Manuseio        | 9               |                 |
| Ret     | 5  | Nelson Piquet      | Brabham-BMW       | 41              | Válvula         | 2               |                 |
| Ret     | 25 | Jean-Pierre Jarier | Ligier-Ford       | 39              | Radiador        | 19              |                 |
| Ret     | 4  | Danny Sullivan     | Tyrrell-Ford      | 37              | Batida          | 22              |                 |
| Ret     | 35 | Derek Warwick      | Toleman-Hart      | 27              | Rodou           | 14              |                 |
| Ret     | 31 | Corrado Fabi       | Osella-Ford       | 20              | Rodou           | 26              |                 |
| Ret     | 36 | Bruno Giacomelli   | Toleman-Hart      | 20              | Suspensão       | 17              |                 |
| Ret     | 8  | Niki Lauda         | McLaren-Ford      | 11              | Acidente        | 18              |                 |
| Ret     | 34 | Johnny Cecotto     | Theodore-Ford     | 11              | Acidente        | 23              |                 |
| Ret     | 3  | Michele Alboreto   | Tyrrell-Ford      | 10              | Acidente        | 13              |                 |
| Ret     | 33 | Roberto Guerrero   | Theodore-Ford     | 3               | Acidente        | 21              |                 |
| Ret     | 16 | Eddie Cheever      | Renault           | 2               | Turbo           | 6               |                 |
| DNQ     | 17 | Eliseo Salazar     | RAM-Ford          | Não qualificado | Não qualificado | Não qualificado | Não qualificado |
| DNQ     | 32 | Piercarlo Ghinzani | Osella-Alfa Romeo | Não qualificado | Não qualificado | Não qualificado | Não qualificado |
| Fontes: |    |                    |                   |                 |                 |                 |                 |

## Tabela do campeonato após a corrida
| Pos.    | Piloto         | Pontos |
| ------- | -------------- | ------ |
| 1       | Alain Prost    | 15     |
| 2       | Nelson Piquet  | 15     |
| 3       | Patrick Tambay | 14     |
| 4       | John Watson    | 11     |
| 5       | Niki Lauda     | 10     |
| Fontes: |                |        |

| Pos.    | Construtor    | Pontos |
| ------- | ------------- | ------ |
| 1       | Ferrari       | 22     |
| 2       | McLaren-Ford  | 21     |
| 3       | Renault       | 19     |
| 4       | Brabham-BMW   | 15     |
| 5       | Williams-Ford | 12     |
| Fontes: |               |        |

- Nota: Somente as primeiras cinco posições estão listadas. Entre 1981 e 1990 cada piloto podia computar onze resultados válidos por temporada não havendo descartes no mundial de construtores.